# Titularbistum Bellicastrum
Bellicastrum (ital.: Belcastro) ist ein Titularbistum der römisch-katholischen Kirche.
Es geht zurück auf einen mittelalterlichen Bischofssitz in der Stadt Belcastro, die sich in der italienischen Region Kalabrien befindet. Das Bistum Belcastro war dem Erzbistum Santa Severina als Suffraganbistum unterstellt.
| Titularbischöfe von Bellicastrum |                                                                  |                                                             |                   |                    |
| Nr.                              | Name                                                             | Amt                                                         | von               | bis                |
| 1                                | Felicissimo Stefano Tinivella OFM Titularerzbischof pro hac vice | emeritierter Erzbischof von Ancona e Numana (Italien)       | 6. Juli 1968      | 12. Dezember 1970  |
| 2                                | José Gottardi Cristelli SDB                                      | Weihbischof in Mercedes Weihbischof in Montevideo (Uruguay) | 1. März 1972      | 5. Juni 1985       |
| 3                                | Pietro Sambi Titularerzbischof pro hac vice                      | Apostolischer Nuntius                                       | 10. Oktober 1985  | 27. Juli 2011      |
| 4                                | Julien Ries Titularerzbischof pro hac vice                       | Theologe                                                    | 11. Februar 2012  | 18. Februar 2012   |
| 5                                | José Rodríguez Carballo OFM Titularerzbischof pro hac vice       | Kurienerzbischof                                            | 6. April 2013     | 14. September 2023 |
| 6                                | Giovanni Cesare Pagazzi Titularerzbischof pro hac vice           | Kurienerzbischof                                            | 30. November 2023 |                    |